# Sosna-Korabie
Sosna-Korabie – wieś w Polsce położona w województwie mazowieckim, w powiecie siedleckim, w gminie Suchożebry. Ma status sołectwa.
Wierni Kościoła rzymskokatolickiego należą do parafii św. Marii Magdaleny w Suchożebrach.
Zaścianek szlachecki Korabie należący do okolicy zaściankowej Sosna położony był w drugiej połowie XVII wieku w ziemi drohickiej województwa podlaskiego. W latach 1975–1998 miejscowość administracyjnie należała do województwa siedleckiego.